# Lioness: Hidden Treasures
Lioness: Hidden Treasures – pierwszy album kompilacyjny angielskiej wokalistki Amy Winehouse, wydany po jej śmierci 2 grudnia 2011 roku. 
Album zawiera niewydane dotychczas utwory i dema wybrane przez Marka Ronsona, Salaam Remiego i rodzinę artystki, jak i również cover „Body and Soul” nagrany w duecie z Tonym Bennettem tuż przed jej śmiercią. Cover „Our Day Will Come” został wybrano jako drugi i ostatni singel albumu.
Składanka w Polsce uzyskała status platynowej płyty.

## Lista piosenek
Opracowano na podstawie materiału źródłowego.
1. „Our Day Will Come” (muz. i sł. Mort Garson, Bob Hilliard, prod. Salaam Remi) – 2:49
2. „Between the Cheats” (muz. i sł. Amy Winehouse, Salaam Remi, prod. Salaam Remi) – 3:33
3. „Tears Dry” (Original Version) (muz. i sł. Winehouse, Nickolas Ashford, Valerie Simpson, prod. Salaam Remi) – 4:08
4. „Will You Still Love Me Tomorrow?” (2011) (muz. i sł. Gerry Goffin, Carole King, prod. Mark Ronson) – 4:23
5. „Like Smoke” (feat. Nas) (muz. i sł. Remi, Winehouse, Nasir Jones, prod. Salaam Remi) – 4:38
6. „Valerie” ('68 Version) (muz. i sł. Sean Payne, Dave McCabe, Abi Harding, Boyan Chowdhury, Russell Pritchard, prod. Mark Ronson) – 4:00
7. „The Girl from Ipanema” (muz. i sł. Norman Gimbel, Antônio Carlos Jobim, Vinicius de Moraes, prod. Salaam Remi) – 2:47
8. „Half Time” (muz. i sł. Winehouse, Fin Greenall, prod. Salaam Remi) – 3:51
9. „Wake Up Alone” (Original Recording) (muz. i sł. Winehouse, Paul O'Duffy, prod. Paul O'Duffy) – 4:24
10. „Best Friends, Right?” (muz. i sł. Winehouse, prod. Salaam Remi) – 2:56
11. „Body and Soul” (Tony Bennett & Amy Winehouse) (muz. i sł. Robert Sour, Frank Eyton, Edward Heyman, John Green, prod. Phil Ramone) – 3:19
12. „A Song for You” (muz. i sł. Leon Russell, prod. Salaam Remi) – 4:29